# Głodek mrzygłód
Głodek mrzygłód (Draba aizoides L.) – gatunek rośliny należący do rodziny kapustowatych. Występuje w górach środkowej Europy. W Polsce tylko w Tatrach.

## Morfologia

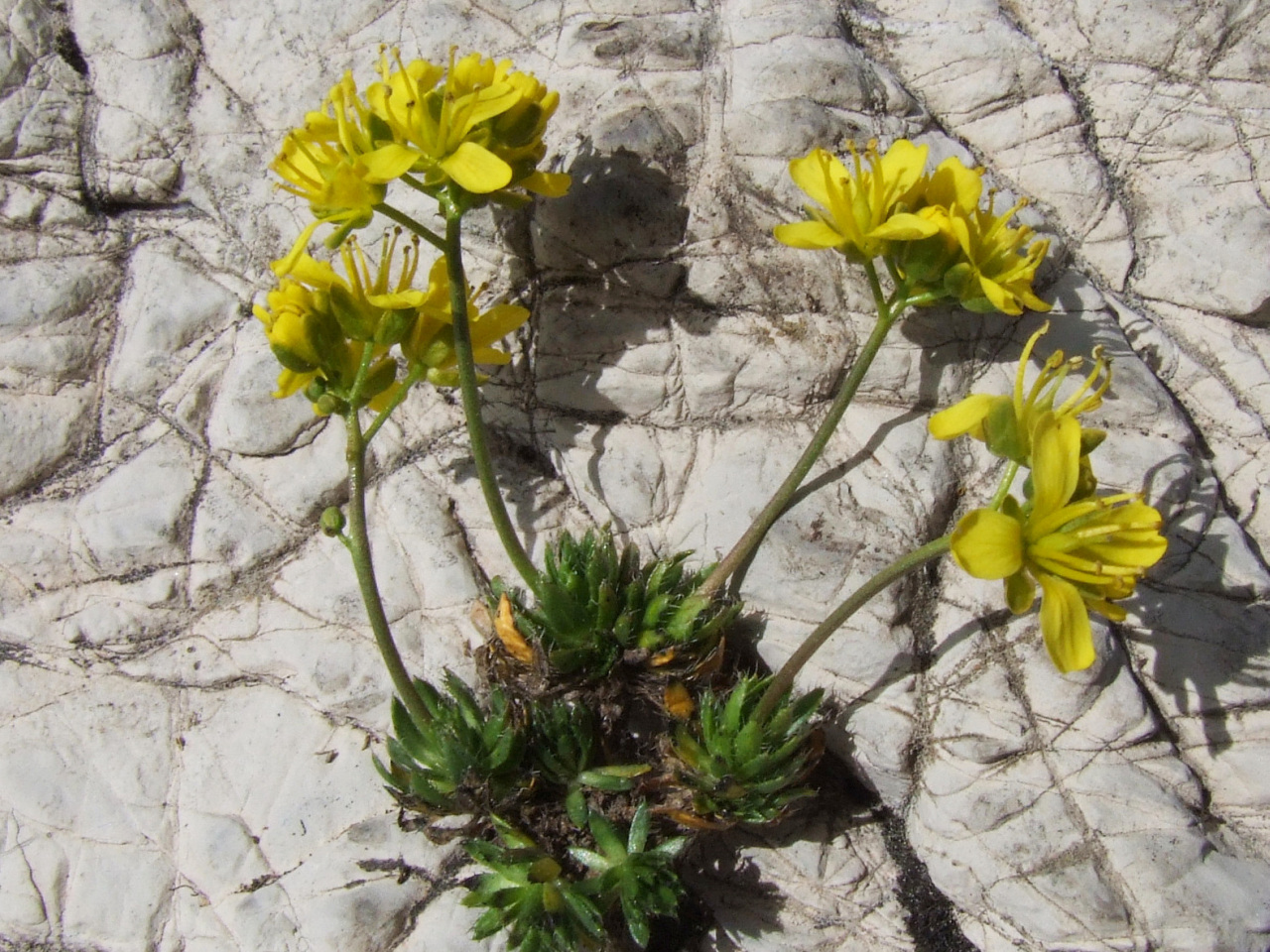
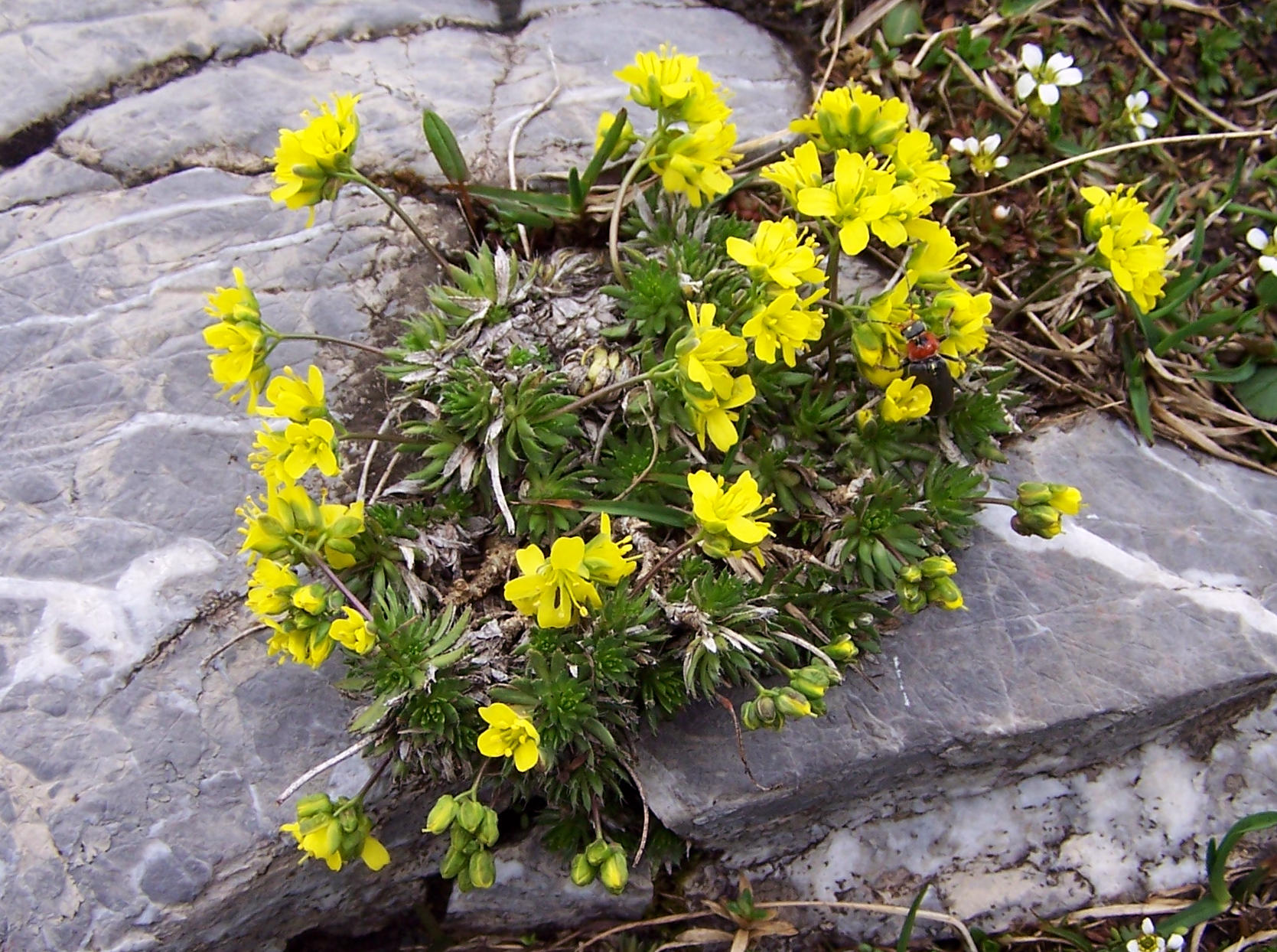
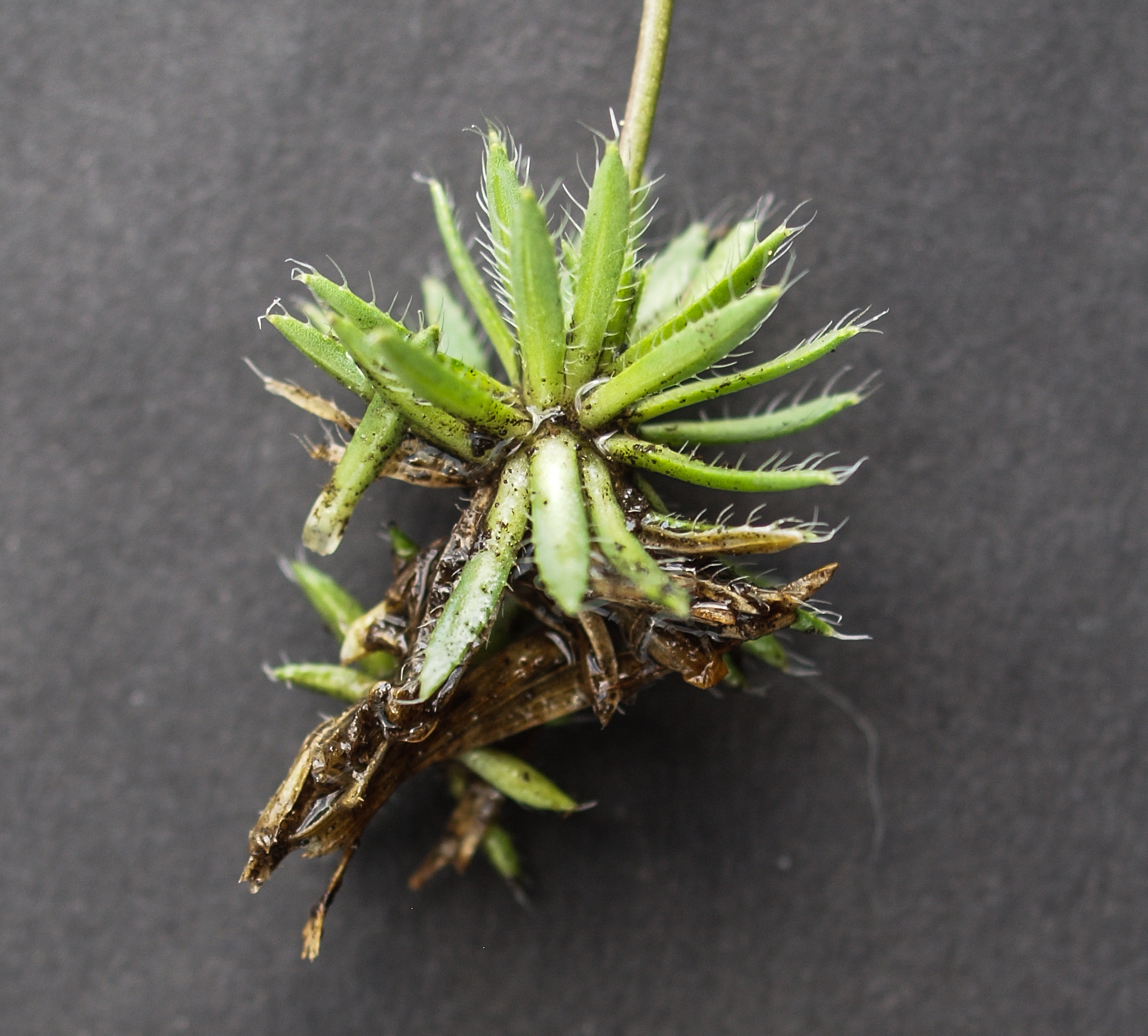

PokrójNiewielka roślina darniowa, osiągająca wysokość 4-15 cm.
ŁodygaOwłosiony i wzniesiony głąbik.
LiścieRównowąskie, o szerokości do 1 mm i gęsto skupione, tworzące przyziemne różyczki. Są soczyste i mają ostro zakończone wierzchołki. Obie strony blaszki liściowej są nagie, natomiast brzegi blaszki są owłosione białymi, sztywnymi i dość długimi szczecinkami.
KwiatyO żółtej barwie, zebrane po kilka na szczycie głąbików. Mają 4 płatki korony, lekko wycięte na szczytach i dwukrotnie dłuższe od działek kielicha. Wewnątrz korony jeden słupek i kilka pręcików.
OwocWielonasienne, eliptyczne i silnie spłaszczone łuszczynki o jednonerwowych łupinach. Mają długość 6-10 mm.

## Biologia i ekologia
Bylina. Kwitnie od maja do czerwca. Siedlisko: szczeliny skalne, naskalne murawy. W Tatrach występuje od regla dolnego do piętra alpejskiego, głównie jednak w piętrze kosówki i alpejskim. Rośnie wyłącznie na wapiennym podłożu. Gatunek charakterystyczny dla All. Potentillion caulescentis.

## Zastosowanie
Jest uprawiany jako roślina ozdobna, szczególnie nadająca się do ogrodów skalnych i do obsadzania murków. Strefy mrozoodporności 5-9. Jest łatwy w uprawie. Wymaga dobrze przepuszczalnej ziemi o odczynie zasadowym. Rozmnaża się przez nasiona wysiewane jesienią (przed kiełkowaniem muszą być na mrozie) lub przez podział rozrośniętych kęp.